# Tutto quello che voglio
Tutto quello che voglio (All I Want) è un film del 2002 diretto da Jeffrey Porter.